# Алажиде
Алажиде (каз. Алажиде) — станция в Аксуском районе Жетысуской области Казахстана. Входит в состав Молалинского сельского округа. Код КАТО — 193273200.

## Население
В 1999 году население станции составляло 497 человек (242 мужчины и 255 женщин). По данным переписи 2009 года, в населённом пункте проживало 309 человек (161 мужчина и 148 женщин).